# Resolutie 1172 Veiligheidsraad Verenigde Naties
Resolutie 1172 van de Veiligheidsraad van de Verenigde Naties werd unaniem door de VN-Veiligheidsraad aangenomen op 6 juni 1998. De resolutie veroordeelde verschillende kernproeven die in mei 1998 waren gehouden door India en Pakistan.

## Achtergrond
De buurlanden India en Pakistan waren al decennialang in conflict over de regio Kasjmir. Over dat gebied hadden beide landen al verschillende oorlogen uitgevochten. In de jaren zeventig begonnen de twee landen met de ontwikkeling van kernwapens. Beide werden sindsdien een kernmacht.

## Inhoud
Alle massavernietigingswapens vormden een bedreiging voor de internationale vrede en veiligheid – de taak van de Veiligheidsraad. Eerst had India en vervolgens Pakistan kernproeven uitgevoerd. Aldus was er bezorgdheid over een mogelijke nucleaire wapenwedloop in Zuid-Azië. Het belang van het Non-proliferatieverdrag, de ban op kernproeven en de ontmanteling van kernwapens werd benadrukt.
De Veiligheidsraad veroordeelde de Indische kernproeven op 11 en 13 mei, en die van Pakistan op 28 en 30 mei. Ze eiste dat beide landen hun testen staakten en vroeg meteen alle landen geen kernwapenproeven meer uit te voeren. India en Pakistan werden ook gevraagd zich terughoudend op te stellen tegenover elkaar, elkaar niet te provoceren en de dialoog te hervatten. Beide werden ook opgeroepen hun kernprogramma's en de ontwikkeling van ballistische raketten die kernwapens kunnen dragen, af te breken. Alle landen werden opgeroepen de uitvoer van uitrusting, materiaal of technologie die eraan kon bijdragen te voorkomen.

## Reacties

De kernmachten.

### India
Zowel India als Pakistan wezen de resolutie af. India vond de oproep om zijn kernprogramma te stoppen onaanvaardbaar en vond het een recht van elk soeverein land waarover het op basis van zijn eigen nationale veiligheidsnoden zou beslissen. Het land betreurde ook dat Kasjmir werd vermeld in de resolutie en zei dat de dialoog waartoe werd opgeroepen altijd al zijn eerste uitgangspunt was geweest.

### Pakistan
Pakistan vond van zijn kant dat de Veiligheidsraad geen aandacht had geschonken aan de "nucleaire provocaties" van India en dat het daarom geen andere keuze had gehad dan zelf voor de nucleaire optie te kiezen om de "balans in evenwicht te brengen en de vrede te bewaren". De Veiligheidsraad werd ook verweten achter de feiten aan te lopen, terwijl de 5 permanente leden het verwijt kregen het non-proliferatieverdrag te misbruiken om hun eigen kernarsenalen te wettigen terwijl andere landen geen kernwapens mochten bezitten.

## Verwante resoluties
- Resolutie 303 Veiligheidsraad Verenigde Naties (1971)
- Resolutie 307 Veiligheidsraad Verenigde Naties (1971)

Lijst ·  1147 ·  1148 ·  1149 ·  1150 ·  1151 ·  1152 ·  1153 ·  1154 ·  1155 ·  1156 ·  1157 ·  1158 ·  1159 ·  1160 ·  1161 ·  1162 ·  1163 ·  1164 ·  1165 ·  1166 ·  1167 ·  1168 ·  1169 ·  1170 ·  1171 ·  1172 ·  1173 ·  1174 ·  1175 ·  1176 ·  1177 ·  1178 ·  1179 ·  1180 ·  1181 ·  1182 ·  1183 ·  1184 ·  1185 ·  1186 ·  1187 ·  1188 ·  1189 ·  1190 ·  1191 ·  1192 ·  1193 ·  1194 ·  1195 ·  1196 ·  1197 ·  1198 ·  1199 ·  1200 ·  1201 ·  1202 ·  1203 ·  1204 ·  1205 ·  1206 ·  1207 ·  1208 ·  1209 ·  1210 ·  1211 ·  1212 ·  1213 ·  1214 ·  1215 ·  1216 ·  1217 ·  1218 ·  1219